# Soy (canção de Lali Espósito)
"Soy" é o primeiro single do segundo álbum de estúdio, que leva o mesmo nome "Soy", da cantora argentina Lali Espósito. Lançado inicialmente na madrugada do dia 05 de maio de 2016 no continente Europeu no formato de Download digital, e na noite do dia 04 de maio de 2016 no resto do mundo, sendo a segunda música da cantora lançado no formato Contemporary hit radio para 10 países da América Latina e a Espanha.

## Antecedentes e lançamento
Já era esperado por todos os fãs que a música fosse lançado no dia 05 de maio, já que seu próprio produtor e baterista, Luis Burgio, informou-os quando estavam de turnê com o A Bailar Tour em Israel. O plano inicial seria de lançá-lo às 00:00 horas do dia 05 de maio de 2016 nos países que já fossem essa data, como a Europa, Ásia, África e Oceania, porém por causa do fuso-horário a música começou a ser "vazada" para os países, na América, que ainda estavam no dia 04 de maio. Por esse motivo, a música foi lançada nos demais países 30 minutos depois do lançamento oficial, ou seja, às 19:30 no Brasil e Argentina, por exemplo, fato que contribuiu para o bom desempenho comercial.
No dia 08 de maio de 2016, a música foi lançada no formato Contemporary hit radio pelo programa "40 Global Show" da rádio Los 40 Principales em 10 países da América Latina e a Espanha, onde a rádio possui sedes.

## Vídeo musical
O videoclipe foi filmado durante um dia inteiro na capital da Argentina, Buenos Aires, dirigido pelo mesmo diretor dos videoclipes anteriores, Juan Ripari com apoio da Cinemática Films. O clipe estreou no dia 01 de julho de 2016 na conta Vevo da cantora; com muita polêmica envolvendo os fãs, pois o mesmo havia sido disponibilizado somente para a Argentina, sendo desbloqueado 3 horas depois do lançamento, o que revoltou os fãs de outros países que se puseram a ligar frequentemente para o escritório da Sony Music Argentina.

## Performances
A primeira apresentação ao vivo do single se deu no programa televisivo argentino Showmatch do canal El Trece. Na Espanha a faixa foi apresentada no festival Coca-Cola On The Beach. Em agosto, Espósito performou a música no programa Susana Gimenez do canal argentino Telefe, juntamente com outros singles. Ainda em agosto, se apresentou com o single no evento de lançamento do aplicativo para celular Coca-Cola For me. No final de outubro a cantora performou o single juntamente com seu sucessor, Boomerang, pela segunda vez no programa Showmatch.

## Lista de faixas
| Download digital |        |                                                                 |                                                                 |         |  |
| N.º              | Título | Compositor(es)                                                  | Produtor(es)                                                    | Duração |  |
| 1.               | "Soy"  | Mariana Espósito, Pablo Akselrad, Luis Burgio e Gustavo Novello | Mariana Espósito, Pablo Akselrad, Luis Burgio e Gustavo Novello | 3:30    |  |

## Desempenho
| Paradas musicais (2016)                         | Melhor posição |
| ----------------------------------------------- | -------------- |
| Argentina - Media Forest                        | 1              |
| Argentina - Argentina National (Monitor Latino) | 5              |
| Equador - Top 20 Pop (Monitor Latino)           | 15             |

| Ano  | Premiação                       | Categoria                     | Resultado |
| ---- | ------------------------------- | ----------------------------- | --------- |
| 2016 | Prêmios Quiero                  | Vídeo do ano                  | Indicado  |
| 2016 | Prêmios Quiero                  | Melhor vídeo artista feminina | Venceu    |
| 2016 | Prêmios Quiero                  | Melhor música instagramer     | Indicado  |
| 2016 | Nickelodeon Kids' Choice Awards | Música latina favorita        | Venceu    |
| 2017 | Prêmios Gardel                  | Canção do ano                 | Indicado  |

| País                 | Data               | Formato                     | Editora discográfica                   |
| -------------------- | ------------------ | --------------------------- | -------------------------------------- |
| Mundo                | 05 de maio de 2016 | Streaming, Download digital | Sony Music Entertainment Argentina S.A |
| Europa               | 05 de maio de 2016 | Download digital            | Sony Music Entertainment Argentina S.A |
| Ásia                 | 05 de maio de 2016 | Download digital            | Sony Music Entertainment Argentina S.A |
| América              | 04 de maio de 2016 | Download digital            | Sony Music Entertainment Argentina S.A |
| Espanha              | 08 de maio de 2016 | Contemporary hit radio      | Sony Music Entertainment Argentina S.A |
| Argentina            | 08 de maio de 2016 | Contemporary hit radio      | Sony Music Entertainment Argentina S.A |
| Paraguai             | 08 de maio de 2016 | Contemporary hit radio      | Sony Music Entertainment Argentina S.A |
| Colômbia             | 08 de maio de 2016 | Contemporary hit radio      | Sony Music Entertainment Argentina S.A |
| Chile                | 08 de maio de 2016 | Contemporary hit radio      | Sony Music Entertainment Argentina S.A |
| Equador              | 08 de maio de 2016 | Contemporary hit radio      | Sony Music Entertainment Argentina S.A |
| Costa Rica           | 08 de maio de 2016 | Contemporary hit radio      | Sony Music Entertainment Argentina S.A |
| Panamá               | 08 de maio de 2016 | Contemporary hit radio      | Sony Music Entertainment Argentina S.A |
| Guatemala            | 08 de maio de 2016 | Contemporary hit radio      | Sony Music Entertainment Argentina S.A |
| República Dominicana | 08 de maio de 2016 | Contemporary hit radio      | Sony Music Entertainment Argentina S.A |
| México               | 08 de maio de 2016 | Contemporary hit radio      | Sony Music Entertainment Argentina S.A |
| Estados Unidos       | 14 de maio de 2016 | Download digital            | Sony Music Entertainment Argentina S.A |
| Canadá               | 14 de maio de 2016 | Download digital            | Sony Music Entertainment Argentina S.A |
| Porto Rico           | 14 de maio de 2016 | Download digital            | Sony Music Entertainment Argentina S.A |
| Reino Unido          | 14 de maio de 2016 | Download digital            | Sony Music Entertainment Argentina S.A |
| Alemanha             | 14 de maio de 2016 | Download digital            | Sony Music Entertainment Argentina S.A |